# Dự án Willow
Dự án Willow là một dự án khoan dầu của ConocoPhillips nằm trên vùng đồng bằng của Dự trữ dầu mỏ quốc gia ở Alaska, ban đầu được dùng chỉ để xây dựng và vận hành tối đa năm bàn khoan cho tổng số 250 giếng dầu. Cơ sở hạ tầng liên quan đến bao gồm đường vào và đường nội đồng, đường băng, đường ống, mỏ sỏi và cả đảo tạm thời để tạo điều kiện cho việc vận chuyển mô-đun thông qua sà lan tàu biển trên tầng băng vĩnh cửu và ở giữa các vùng biển do bang Alaska quản lý.
Dầu được phát hiện ở khu vực có triển vọng nằm ở phía tây Anpơ, Alaska vào năm 2016 và vào tháng 10 năm 2020, Cục Quản lý Đất đai (BLM) đã phê duyệt dự án phát triển Willow của ConocoPhillips trong Hồ sơ Quyết định của mình. Sau một vụ kiện tại tòa án vào năm 2021, BLM đã ban hành báo cáo về tác động môi trường bổ sung ở cuối cùng (SEIS) vào tháng 2 năm 2023.
Các nhà lập pháp Alaska từ cả hai bên, cũng như là Tập đoàn khu vực Arctic Slope, đã hỗ trợ cho dự án Willow. Vào ngày 13 tháng 3 năm 2023, chính quyền Biden cũng đã phê duyệt dự án.
Vào ngày 14 tháng 3 năm 2023, tổ chức bảo vệ môi trường Earthjustice đã đệ đơn kiện, thay mặt cho các nhóm bảo tồn để ngăn chặn cho dự án Willow, nói rằng việc phê duyệt dự án là một nguồn gây ô nhiễm carbon mới, trái ngược với lời hứa của Tổng thống Joe Biden về việc cắt giảm một nửa lượng khí thải nhà kính vào năm 2030 và chuyển đổi Hoa Kỳ sang một nguồn năng lượng sạch.
Dự án có thể sản xuất lên đến 600 triệu thùng dầu và sẽ thải ra 287 triệu tấn khí thải carbon cộng thêm với nhiều loại khí nhà kính khác trong vòng hơn 30 năm. Dự án có thể tác động xấu đến những động vật hoang dã ở Bắc Cực, các cộng đồng người Mỹ bản địa và toàn bộ cuộc sống của con người. Dự án Willow cũng sẽ làm hỏng hệ sinh thái lãnh nguyên phức tạp của địa phương, theo một ước tính cũ của chính phủ, hàng năm số lượng khí nhà kính thải ra tương đương với nửa triệu ngôi nhà trên toàn nước Mỹ. Dự án đã được lên kế hoạch sẽ bắt đầu vào năm 2027.

## Địa lý
Triển vọng của dự án Willow nằm trong Khu Dự trữ Dầu khí Quốc gia ở Alaska, trong một phần được gọi là Đơn vị Răng Gấu phía Tây Anpơ, Alaska trên các vùng đất bản địa. Nó nằm nằm hoàn toàn trên đồng bằng ven biển ở Bắc cực cách Bắc Băng Dương chưa đầy 30 dặm, như được mô tả trong Hình 3.9.2 của SEIS cuối cùng. Vùng đất này bao gồm những lãnh nguyên đóng băng vĩnh cửu, 94% trong số đó là đất ngập nước và 5% là nước ngọt.:16

## Khai thác dầu dự kiến
Trong vòng 30 năm đầu dự kiến, dự án Willow có thể sẽ sản xuất được khoảng 200.000 thùng dầu mỗi ngày, sản xuất tổng cộng có thể lên đến 600 triệu thùng dầu. Theo ước tính của Cục quản lý đất đai, dự án Willow có thể sẽ tạo ra doanh thu từ 8 đến 17 tỷ đô la . Tuyên bố về tác động môi trường của BLM cho thấy dự án có thể sẽ tạo ra 287 triệu tấn khí thải carbon cộng với các loại khí nhà kính khác.
Vào tháng 6 năm 2021, các quan chức tại ConocoPhillips cho biết họ đã "xác định được số lượng dầu có thể lên tới 3 tỷ thùng dầu tương đương với các triển vọng lân cận và các đầu mối có đặc điểm tương tự để có thể tận dụng cơ sở hạ tầng Willow... [Willow] khai ra phương Tây”.

## Lịch sử
Vào năm 1999, ConocoPhillips đã mua lại hợp đồng thuê khu vực Willow đầu tiên ở phần phía đông bắc của Khu Dự trữ dầu mỏ quốc gia ở Alaska hay còn được gọi là Đơn vị Răng Gấu.
Vào năm 2016, năm cuối cùng mà Obama làm tổng thống, ConocoPhillips đã khoan lại hai giếng dầu thăm dò dầu và nhận được "doanh thu đáng kể". Họ đặt tên cho khám phá này là Willow. Vào năm 2018, năm thứ hai dưới thời của tổng thống Donald Trump, họ đã đánh giá khu vực Willow lớn hơn và đã phát hiện thêm ba triển vọng dầu mỏ.
Vào tháng 5 năm 2018, ConocoPhillips đã chính thức yêu cầu BLM cho phép phát triển triển vọng dự án Willow, để xây dựng và vận hành năm bệ khoan với 50 giếng dầu mỗi giếng trong tổng số 250 giếng dầu bao gồm đường vào và đường nội đồng, đường băng, đường ống, mỏ sỏi và một hòn đảo tạm thời để tạo điều kiện vận chuyển mô-đun bằng sà lan đường biển.
Vào tháng 8 năm 2019, sau khoảng thời gian 44 ngày công khai và đã tham khảo ý kiến của 13 tổ chức bộ lạc và các tập đoàn theo Đạo luật Giải quyết Yêu sách của Người bản địa Alaska, BLM đã chính thức công bố một dự thảo về kế hoạch phát triển tổng thể.
Vào tháng 8 năm 2020, trong nhiệm kỳ cuối cùng của Donald Trump, BLM đã phê duyệt việc phát triển tùy chọn về dự án ConocoPhillips. Dự án báo trước về việc xây dựng một con đường mới. Mặc dù tùy chọn không có đường bộ sẽ hỗ trợ các hoạt động di chuyển của tuần lộc trong khu vực, nhưng BLM trong Biên bản Quyết định của dự án phát triển tổng thể về Willow, được xuất bản vào tháng 10 năm 2020, đã phản đối tùy chọn về không có đường bộ, vì họ cảm thấy sự gia tăng lưu lượng hàng không sẽ làm tăng sự xáo trộn tổng thể.:7 ConocoPhillips có kế hoạch sử dụng xi phông nhiệt để làm lớp đóng băng lớp băng vĩnh cửu tan chảy, nhằm giữ cho việc nó sẽ vững chắc cho cơ sở hạ tầng phát triển dầu mỏ. Việc xây dựng vào thời điểm đó dự kiến sẽ mất khoảng 9 năm, sử dụng tới 1.650 công nhân thời vụ, trung bình khoảng 373 công nhân hàng năm và khoảng 406 nhân viên toàn thời gian khi đi vào hoạt động.
Vào tháng 8 năm 2021, Tòa án Quận Hoa Kỳ cho Quận Alaska đã phản đối giấy phép BLM cho dự án Willow, vì nó sẽ loại trừ không đúng phân tích về phát thải khí nhà kính đến những nước khác, nó sẽ sàng lọc không đúng về các phương án thay thế khỏi sự phân tích chi tiết dựa trên sự hiểu lầm của BLM về quyền của bên cho thuê (nghĩa là hợp đồng cho thuê được cho là có quyền khai thác dầu và khí đốt 'tất cả có thể' từ mỗi hợp đồng thuê), và dự án sẽ không xem xét thích đáng yêu cầu trong NPRPA để có được 'sự bảo vệ tối đa' đối với bề mặt quan trọng các giá trị trong Khu vực Hồ Teshekpuk".:3 Theo các tài liệu nhận được từ Đạo luật Tự do Thông tin, ConocoPhillips sau đó đã tham gia phân tích quyết định của tòa án và tham gia phát triển để đánh giá bổ sung tiếp theo.
Vào tháng 7 năm 2022, BLM đã đưa ra bản dự thảo SEIS theo lệnh của Tòa án Quận.
Vào tháng 8 năm 2022, Công ty bản địa Alaska của làng Nuiqsut đã gửi ý kiến cho dự thảo SEIS về việc ủng hộ cho việc cắt giảm số lượng mũi khoan từ năm xuống còn bốn, đường rải sỏi ngắn hơn và bảo vệ [[Hồ Teshekpuk] ].:48–66
Vào ngày 1 tháng 2 năm 2023, BLM cũng đã hoàn thành bản SEIS cuối cùng, phê duyệt dự án với ba giàn khoan với 50 giếng dầu mỗi giàn trong tổng số 150 giếng dầu. Các nhà lập pháp Alaska từ cả hai bên, bao gồm cả phái đoàn quốc hội (Thượng nghị sĩ Lisa Murkowski (R), Dan Sullivan (R) và Đại diện Mary Peltola (D)),  cũng như là Tổng công ty khu vực Artic Slope đã và đang hỗ trợ cho dự án Willow. Kể từ tháng 3 năm 2023, Bộ Nội vụ đã cho phép ConocoPhillips xây dựng một con đường băng mới nối từ hệ thống đường Kuparuk hiện có tại địa điểm khoan Mỏ dầu sông Kuparuk và đang sử dụng một cây cầu băng được nối đất một phần bắc qua sông Colville gần với Ocean Point "để vận chuyển các mô-đun vận chuyển trên đường biển" đến khu vực để khoan dự án Willow.:3
Khi quyết định cuối cùng đến gần, sự chú ý của giới truyền thông và sự quan tâm của công chúng đã tăng lên đáng kể, với bản kiến nghị kêu gọi Tổng thống Biden "nói không với Dự án Willow", đã được hơn 2,4 triệu người ký tên. Sau khi được lan truyền rộng rãi trên trang mạng xã hội TikTok.
Vào ngày 13 tháng 3 năm 2023, chính quyền Biden cuối cùng cũng đã phê duyệt dự án.  Nhưng bộ trưởng Nội vụ là Deb Haaland đã từ chối ký duyệt; phó thư ký Tommy Beaudreau, cựu luật sư ngành nhiên liệu hóa thạch, cũng đã làm tương tụ theo lệnh của Tổng thống Biden. Đáp lại, các nhóm môi trường đã công bố kế hoạch khởi kiện. Tổ chức bảo vệ môi trường Earthjustice đã đệ đơn kiện vào ngày 14 tháng 3 năm 2023, thay mặt cho các nhóm bảo tồn để ngăn chặn dự án Willow. Các nhà hoạt động nói rằng việc phê duyệt một nguồn gây ô nhiễm khí carbon đã gây mâu thuẫn với lời hứa của Tổng thống Joe Biden về việc cắt giảm một nửa lượng khí thải nhà kính vào năm 2030 và chuyển đổi Hoa Kỳ sang năng lượng sạch. 

## Tác động môi trường
Trong SEIS cuối cùng kể từ tháng 2 năm 2023, BLM đã dự đoán ra các tác động bất lợi đối với sức khỏe cộng đồng,:420–27 sinh kế:373,425, 439 và hệ thống văn hóa xã hội.:439 Người dân tai vùng Nuqsut sẽ bị ảnh hưởng không tương xứng với nguồn lương thực sẵn có sẽ giảm xuống, đồng thời làm giảm khả năng tiếp cận để thu hoạch và gia tăng tình trạng mất an ninh lương thực.:439 Nó cho thấy rằng dự án cũng sẽ có tác động xấu đến các cộng đồng người Mỹ bản địa khác ở các vùng Utqiagvik, Anaktuvuk Pass và Atqasuk.
Dự án có thể sản xuất lên tới 600 triệu thùng dầu và 287 triệu tấn khí thải carbon cộng thêm với nhiều loại khí nhà kính khác trong hơn 30 năm. Các đánh giá BLM cũng dự đoán rằng dự án này sẽ tác động xấu đến các động vật hoang dã ở Bắc Cực, các cộng đồng người Mỹ bản địa. Dự án Willow cũng sẽ làm hỏng hệ sinh thái lãnh nguyên phức tạp của địa phương và theo một ước tính cũ của chính phủ, hàng năm, dự án sẽ thải ra một lượng khí nhà kính tương đương với nửa triệu ngôi nhà trên toàn nước Mỹ.